# Rose Blumkin
Rose Blumkin (* 3. Dezemberjul. / 15. Dezember 1893greg. als Rose Gorelick in Schtschadryn, Gouvernement Minsk, Kaiserreich Russland; † 9. August 1998 in Omaha, Nebraska, dort auch bekannt als Mrs. B.) war eine US-amerikanische Unternehmerin russischer Abstammung. Sie baute den Nebraska Furniture Mart in Omaha auf, das seinerzeit größte einzelne Einrichtungshaus der Vereinigten Staaten.

## Werdegang
Blumkin wuchs als eines von acht Kindern eines Rabbiners und einer Einzelhändlerin in ärmlichen Verhältnissen auf. Sie heiratete, wanderte in den Wirren des Ersten Weltkrieges und der Russischen Revolution in die USA aus und ließ sich 1919 in Omaha nieder.
Dort eröffnete sie 1937 mit 500 (2014: 8.245) US-Dollar Startkapital ihren Nebraska Furniture Mart, der bis Anfang der 1980er Jahre zum größten Möbelhaus der USA heranwuchs. 1983 erwirtschaftete sie mit ihrer einzigen Filiale einen Jahresumsatz von 100 Millionen US-Dollar und einen Vorsteuergewinn von 15 Millionen US-Dollar. Speziell in Omaha zeichnete ihr Geschäft für zwei Drittel des gesamten Möbelumsatzes verantwortlich. 1983 verkaufte sie ihr Unternehmen an den US-amerikanischen Investor Warren Buffett und sein Investmentvehikel Berkshire Hathaway, blieb dabei aber Geschäftsführerin. Erst 1994, im Alter von 101 Jahren, schied Blumkin endgültig aus dem Unternehmen aus. Sie starb im Alter von 104 Jahren in Omaha.
Rose Blumkins Geschäftsphilosophie bestand darin, stets in großen Mengen mit entsprechenden Rabatten einzukaufen, die Kosten möglichst niedrig zu halten und den dadurch entstandenen Preisvorteil großzügig an ihre Kunden weiter zu reichen. Sie verkaufte stets nur knapp über dem Selbstkostenpreis, und das obwohl ihre Betriebskosten nur etwa halb so hoch waren wie bei der Konkurrenz. Darüber hinaus lebte sie sehr sparsam und arbeitete extrem viel, selbst im hohen Alter noch 10 bis 12 Stunden täglich an sieben Tagen die Woche. Mit ihren Mitarbeitern sowie mit unzuverlässigen Geschäftspartnern ging Blumkin dagegen zunehmend brutal um; sie neigte zu ausufernden Schimpftiraden, was letztlich auch zu einem jahrelangen Zerwürfnis mit ihrer Familie führte.
Darüber hinaus führte Blumkins Preispolitik mehrfach zu heftigen Auseinandersetzungen mit dem örtlichen Möbelgroß- und -einzelhandel. Schon zu Beginn weigerten sich örtliche Großhändler, sie mit Ware zu beliefern, woraufhin Blumkin kurzerhand überschüssige Ware aus anderen Städten aufkaufte. 1949 scheiterte eine Teppichfabrik damit vor Gericht, Blumkin auf Einhaltung des Listenpreises zu verklagen.
Rose Blumkin hatte zeitlebens nie eine Schule besucht. Sie besaß auch keine sonstige kaufmännische Ausbildung und blieb zeitlebens Analphabetin. Die englische Sprache erlernte sie erst von ihren seinerzeit schulpflichtigen Kindern. Ihre Defizite an formaler Bildung kompensierte sie vor allem durch kaufmännisches Geschick und ein gutes Gedächtnis.
Blumkin war seit 1950 verwitwet und hatte vier Kinder. Sie trug die Ehrendoktorwürde für Handelswissenschaften der New York University.